# José María Valls Satorres
José María Valls Satorres (Alcoy, 1945) is een hedendaags Spaans componist.
Valls Satorres is een heel bekende componist in de regio Valencia. Hij heeft vele werken voor de cultureele fiestas Moros y Cristianos gecomponeerd. De Banda de Música La Sociedad Unió Musical de Alcoy gaaf hem verschillende opdrachten.

## Composities

### Werken voor banda (harmonieorkest)
- 1975 Als cristians, marcha cristiana
- 1978 Penáguila, marcha mora
- 1978 Roger de Lauria, marcha cristiana
- 1981 Ben-Hudzail, marcha mora
- 1982 Almogávar i Alcoiá, marcha cristiana
- 1983 Capità 1983, fanfarria
- 1983 Realistas 83, marcha mora
- 1985 Abencerrajes, marcha mora
- 1985 Arqueros de Ontinyent, marcha cristiana
- 1987 Serpentines i confetti, paso-doble
- 1988 Creu i mitja lluna, paso-doble
- 1989 Marxa dels Creuats, marcha cristiana
- 1995 Esquadra Alferis 1995, marcha cristiana
- 1998 Embajador Cristiano, marcha cristiana
- 2006 Espiritualidad
- 2006 La Aljafería
- 2006 La Música condiciona los sentimientos de las personas...
- 2006 La Pasión
- 2006 Lignum crucis
- 2006 Nicolau
- 2006 Pantocrator
- 2006 Plors de mare
- A la creueta, marcha cristiana
- Als Judios, marcha mora
- Abrahim Zulema, marcha mora
- Aixa i forcat, paso-doble
- Alcodians any 1276, marcha cristiana
- Anys, marcha cristiana
- Amor Amar, marcha mora (in samenwerking met: Camilo Blanes Cortés ook bekend als: Camilo Sesto, 16 september 1946)
- Asturs d'Elx, marcha cristiana
- Cristians de Petrer, marcha cristiana
- De abril, marcha solemne
- Desperta, ferro - march del almogávar, marcha cristiana
- El Conqueridor, marcha cristiana
- El Cruzarabe, paso-doble
- El marchós, paso-doble
- El tio Pep
- El wali marchós, pasodoble
- Els Contrabandistes, marcha
- Fanfarria llanera, fanfarria
- Farolero !, marcha cristiana
- Himne oficial de la Societat Musical “La Lira“ de Quatretonda
- Ix el Cristià, marcha cristiana
- Juan Tomás Silvestre, paso-doble
- L'Enguerí, marcha cristiana
- Llaganya d’0r
- Luis Villo, marcha mora
- Madriles, marcha cristiana
- Magenta, marcha mora
- Marcha dels Cavallers, marcha cristiana
- Mari Carmen Martínez, fanfarria
- Mozárabes i Alfarrasí, marcha cristiana
- Mutxamel, fanfarria
- Óscar Moreno, marcha cristiana
- Paco Moya, paso-doble
- Pàs als maseros, marcha cristiana
- Per a la nova, paso-doble
- Samarro, marcha cristiana
- Serra de Mariola, fanfarria
- Soc Marrakesch, marcha mora
- Torró capità, marcha mora
- Vicente Dueñas, marcha mora
- Zegríes de Mutxamel, marcha mora

### Kamermuziek
- 1996 A vora mar, kleine stukken voor twee alt-saxofoons
  1. L'aire lliure - preludio
  2. L'ànima del mar - balada
  3. Les ones rient - scherzo
  4. La vela un vent - rondó

- Biblioteca Nacional de España: XX1052839
- Virtual International Authority File: 217200945
- WorldCat: E39PBJcR9JQBYpFxCvhBWVHDMP